# Jo Brand
Josephine Grace "Jo" Brand (Clapham, 23 luglio 1957) è una comica e attrice britannica.

## Filmografia parziale

### Cinema
- Human Traffic, regia di Justin Kerrigan (1999) - voce
- Horrid Henry - Piccola peste (Horrid Henry: The Movie), regia di Nick Moore (2011)

### Televisione
- Getting On - serie TV; 15 episodi (2009-2012)
- Damned - serie TV; 12 episodi (2016-2018)

## Premi
- British Academy of Film and Television Arts
  - 2011: "Best Female Performance in a Comedy Role" (Getting On)
- British Comedy Awards
  - 1992: "Top Comedy Club Performer"
  - 1995: "Best Stand-Up Comic"
  - 2010: "Best Female TV Comic"
  - 2012: "Best Female TV Comic"